# Thomas Gravesen
Thomas Gravesen (* 11. März 1976 in Vejle) ist ein ehemaliger dänischer Fußballspieler.

## Vereine

### Vejle BK
Thomas Gravesen erhielt seinen ersten Profivertrag 1994 bei seinem Heimatclub Vejle BK, für den er auch in der Jugendabteilung gespielt hatte.

### Hamburger SV
1997 wechselte der kampfstarke defensive Mittelfeldspieler zum deutschen Klub Hamburger SV und wurde schnell zu einem der Schlüsselspieler des Vereins. In dieser Zeit bestritt er 74 Bundesligaspiele und erzielte sechs Tore. Wegen seiner oft humorvollen Art erhielt er von den Fans den Beinamen Humörbombe.

### FC Everton
Nach der EM 2000 wechselte er in die englische Premier League zum FC Everton. Hier war er bis zur Winterpause der Saison 2004/05 die herausragende Spielerpersönlichkeit, denn obwohl der kahlköpfige Mittelfeldspieler technisch nie besonders begabt war, spielte er sich durch seinen unermüdlichen Einsatz in die Herzen der Fans.

### Real Madrid
Der Wechsel im Januar 2005 zum Starensemble von Real Madrid kam recht überraschend, da der „Arbeiter“ Gravesen in ein Team mit Stars wie David Beckham, Luís Figo oder Ronaldo nicht so recht zu passen schien. Ein Spieler mit seinen Fähigkeiten schien der Mannschaft jedoch zu fehlen und so wurde er auch hier schnell Stammspieler.
In den spanischen Medien und von den Fans wurde er wegen seiner brutalen Spielweise und mangelnder Kommunikationsfähigkeit allerdings verspottet. Der spanische Fernsehsender Cuatro widmete dem überharten Defensiv-Holzer sogar eine eigene Comedy-Reihe „El Mundo de Gravesen“. Nach einer Handgreiflichkeit gegenüber seinem Mitspieler Robinho in einer Trainingseinheit wurde Gravesen im August 2006 nicht mit ins Vorbereitungslager für die kommende Saison mitgenommen und aus dem Kader verbannt.

### Celtic Glasgow
Im gleichen Monat unterschrieb Gravesen einen Dreijahresvertrag bei Celtic Glasgow. Mit dem Verein wurde er 2007 schottischer Meister. Am 24. Juli 2007 wurde Gravesen an seinen alten Klub, den FC Everton, ausgeliehen. Dieser Vertrag wurde nicht verlängert und nach der Rückkehr im Sommer 2008 trennte er sich am 18. August 2008 von Celtic.
Am 27. Januar 2009 beendete Gravesen nach einem halben Jahr ohne Verein seine Karriere.

## Nationalmannschaft
Am 14. Februar 1995 spielte Gravesen erstmals für die dänische U-19-Nationalmannschaft, als er beim 1:0-Sieg gegen Portugal in der Startelf stand und auch über die ganzen 90 Minuten durchspielte. Sein letztes Länderspiel machte er am 18. Oktober 1995, als er beim 0:2 gegen Frankreich spielte. In jenem Spiel wurde Gravesen auch für Kenny Frandsen ausgewechselt. Insgesamt waren es drei Einsätze.
Am 27. Januar 1996 spielte Gravesen auch erstmals im Trikot der Dänischen U-21. Beim 2:3 gegen Chile stand Gravesen in der Anfangself und wurde während des Spiels für Jacob Juhl ausgewechselt. Gravesen kam auch in der Qualifikation zur U-21-Fußball-Europameisterschaft 1998 zum Einsatz. Die Qualifikation wurde jedoch verpasst. Sein letztes Spiel für die U-21 machte Gravesen am 10. Oktober 1997, als er beim 3:2 gegen Griechenland zum Einsatz kam und auch über 90 Minuten lang durchspielte. In jenem Spiel gelang ihm auch sein letztes von insgesamt vier Toren. In der U-21 kam er auf elf Einsätze.
Für Dänemark (A-Nationalmannschaft) spielte er bei den Europameisterschaften 2000 und 2004 sowie bei der Weltmeisterschaft 2002. Seit seinem Debüt am 19. August 1998 bestritt Gravesen 66 Spiele für sein Land. Im September 2006 erklärte er seinen Rücktritt aus der Nationalmannschaft.

## Persönliches
Gravesen war von 2009 bis 2018 mit dem tschechischen Model Kamila Persse (* 1979) liiert und lebte mit ihr in Las Vegas, heute wohnt er mit seiner neuen Freundin wieder in Dänemark. Sein jüngerer Bruder Peter (* 1979) spielte ebenfalls aktiv Fußball, jedoch nie in der Dänischen Fußballnationalmannschaft.